# The Video Compilation II (7 clips)
『The Video Compilation II (7 clips)』（ザ・ビデオ・コンピレーション・ツー セブン・クリップス）は、日本の音楽ユニットEvery Little Thingのビデオ・クリップ集。2001年3月7日に発売された。

## 解説
ビデオ・クリップ集としては『THE VIDEO COMPILATION (8 Clips)』以来で約3年振りとなる。
9枚目のシングル『FOREVER YOURS』のビデオ・クリップは収録されていない。

## 収録曲
1. NECESSARY
2. Over and Over
3. Someday, Someplace
4. Pray
5. sure
6. Rescue me
7. 愛のカケラ